# Ateísmo en Estados Unidos

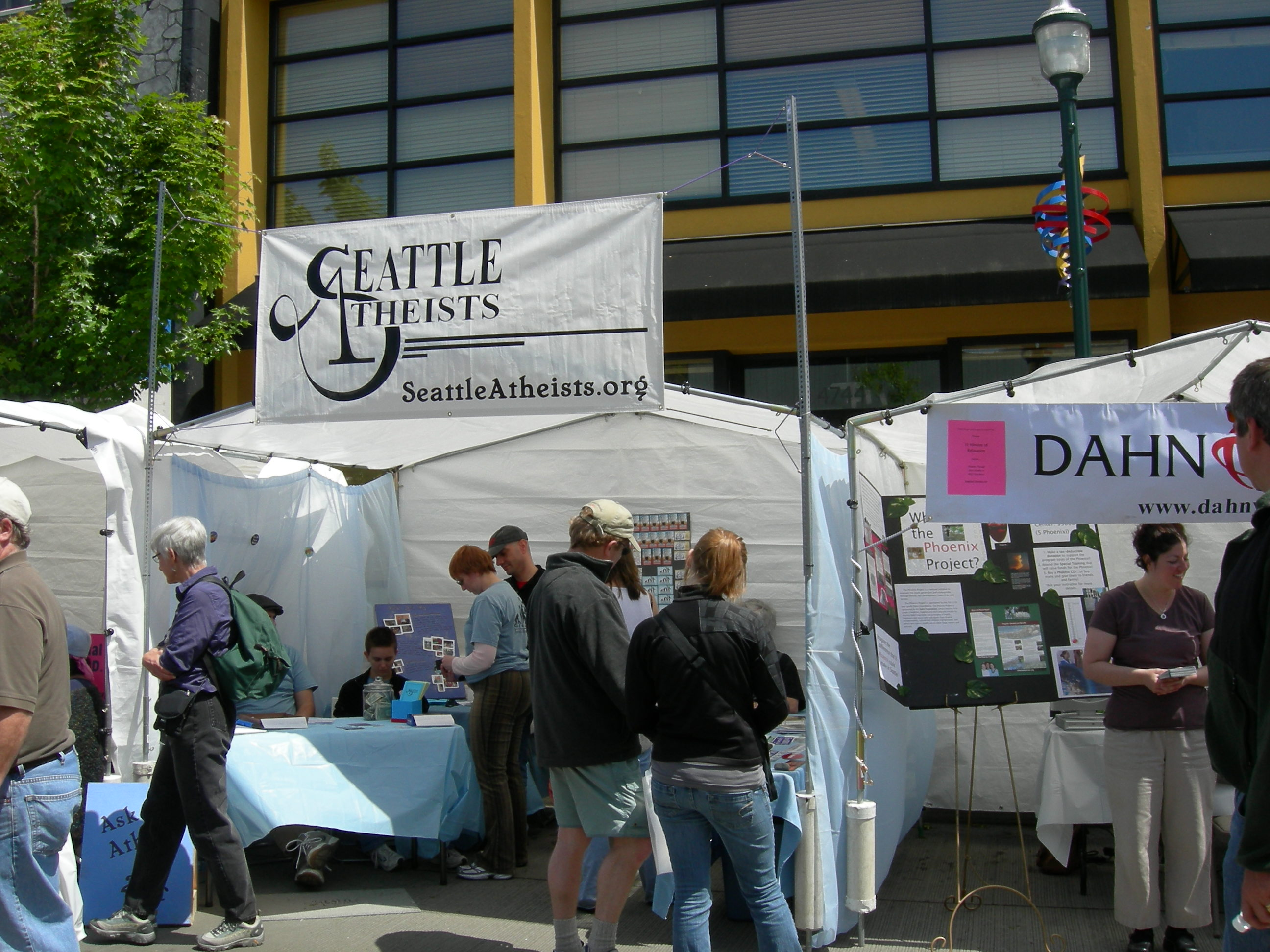
Feria de ateos en Seattle, Estados Unidos.

Según la Encuesta Sociológica General de 2014, el número de ateos y agnósticos en los Estados Unidos creció sobre los 23 años anteriores. En 1991, el 2% se identificaba como ateo y el 4% se identificaba como agnóstico; mientras que en 2014, el 3,1% se identificó como ateo y el 5% como agnóstico.
En 2009, Pew Research Center declaró que el 5% de la población estadounidense no creía en un dios y de ese pequeño grupo solo el 24% se autoidentificaba como ateo, mientras que el 15% se autoidentificaba como agnóstico y 35 % se autoidentificaba como nada en particular.
Según el ARIS de 2008, solo el 2% de la población estadounidense era atea, mientras que el 10% eran agnósticos.
En un artículo de investigación de 2018 que utilizó métodos indirectos, se estimó que el 26% de los estadounidenses son ateos, lo que es mucho más alto que las tasas del 3% al 11% que se encuentran consistentemente en las encuestas. Sin embargo, se han identificado problemas metodológicos con este estudio en particular, ya que las personas no tienen relaciones binarias con las preguntas sobre Dios y, en cambio, tienen respuestas más complejas a tales preguntas.
Es difícil obtener datos demográficos precisos del ateísmo, ya que las concepciones del ateísmo y la autoidentificación dependen del contexto de la cultura.